# اللغة القياسية الكورية الجنوبية
اللغة القياسية الكورية الجنوبية أو لغة بيوجو نيو (الكورية)، هي الإصدار القياسي الكوري الجنوبي للغة الكورية. يعتمد على لهجة مدينة سيول. وهي تستخدم أبجدية الهانجول التي أنشأها الملك سيجونج العظيم في عصر جوسون في ديسمبر 1443 كما أنها تستخدم أحيانًا لغة الهانجا. على عكس اللغة الكورية الشمالية القياسية، فإن اللغة القياسية الكورية الجنوبية تشتمل على العديد من الكلمات المستعارة من اللغة الصينية، وكذلك بعض الكلمات من اللغة الإنجليزية ومن لغات أوروبية أخرى.